# William Kruskal
William Henry Kruskal (New York, 10 ottobre 1919 – Chicago, 21 aprile 2005) è stato uno statistico statunitense,
noto in particolare per aver formulato assieme a Allen Wallis il test non parametrico che porta il loro nome.
William Kruskal era il maggiore di cinque fratelli, due dei quali (Martin e Joseph Bernard) si distinsero anch'essi per i loro contributi scientifici; il primo divenne fisico, il secondo contribuì anche lui alla statistica.
Nel 1978 gli è stato assegnato il Premio Samuel S. Wilks.

## Scritti
- "A nonparametric test for the several sample problem", in Annals of Mathematical Statistics, 1952
- "Use of ranks in one-criterion variance analysis", in Journal of the American Statistical Association, coautore W. A. Wallis, 1952
- "Measures of association for cross classification", in Journal of the American Statistical Association, coautore L. Goodman, 1954
- "Measures of association for cross classification III: Approximate Sampling Theory", in Journal of the American Statistical Association, coautore L. Goodman, 1963
- "The coordinate-free approach to Gauss-Markov estimation, and its application to missing and extra observations", in Proc. of the IVth Berk. Sym. on Math. Statist. and Prob., 1961
- "When are Gauss-Markov and least squares estimators identical? A coordinate-free approach", in Ann. of Math. Stat., 1968